# Phyllodes verhuelli
Phyllodes verhuelli är en fjärilsart som beskrevs av Vollenhoven 1857. Phyllodes verhuelli ingår i släktet Phyllodes och familjen nattflyn. Inga underarter finns listade i Catalogue of Life.